# Pelleport (Alta Garona)
Pelleport é uma comuna francesa na região administrativa de Occitânia, no departamento de Alta Garona. Estende-se por uma área de 10,38 km². Em 2010 a comuna tinha 523 habitantes (densidade: 50,4 hab./km²).

## Monumentos

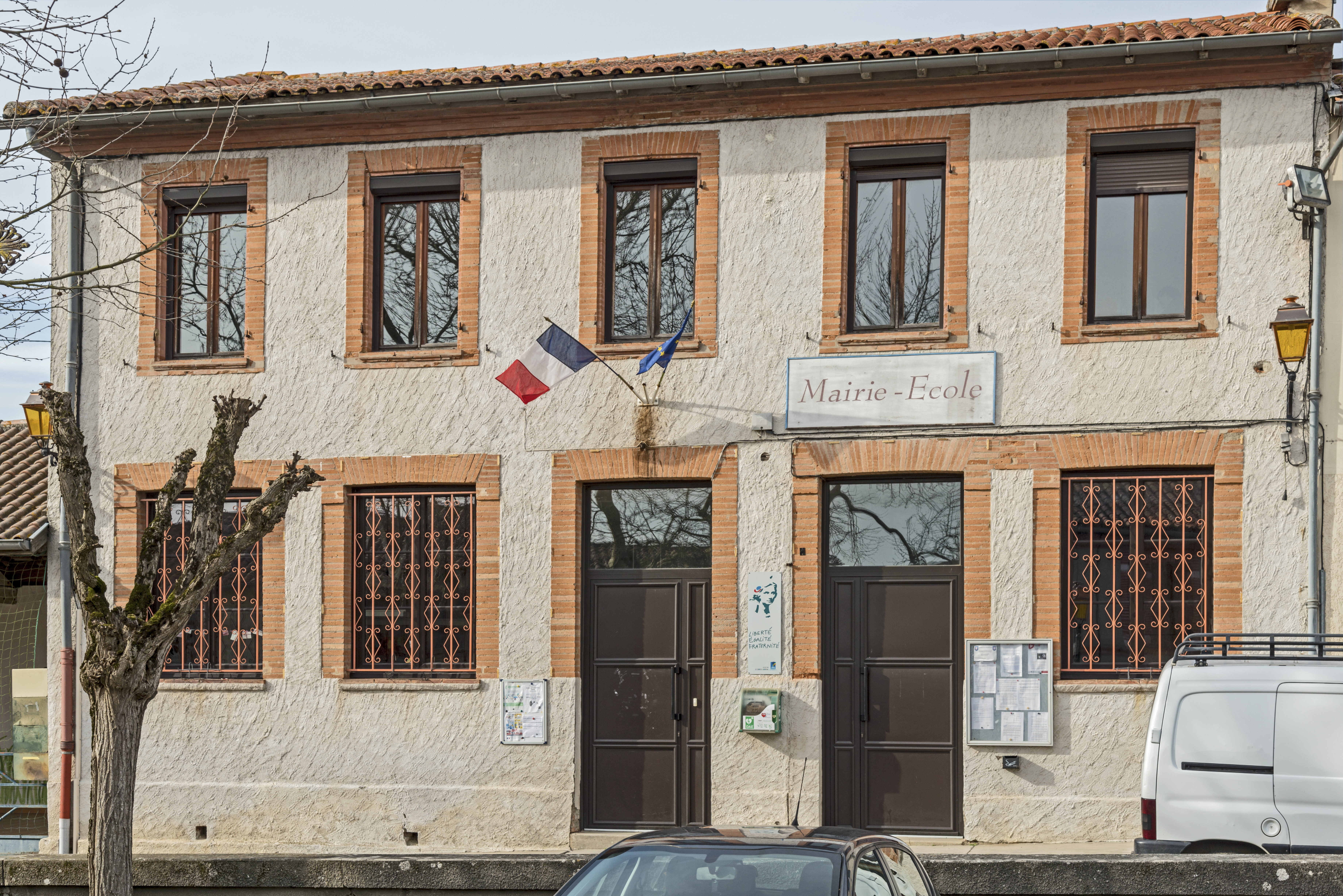
A Câmara Municipal.
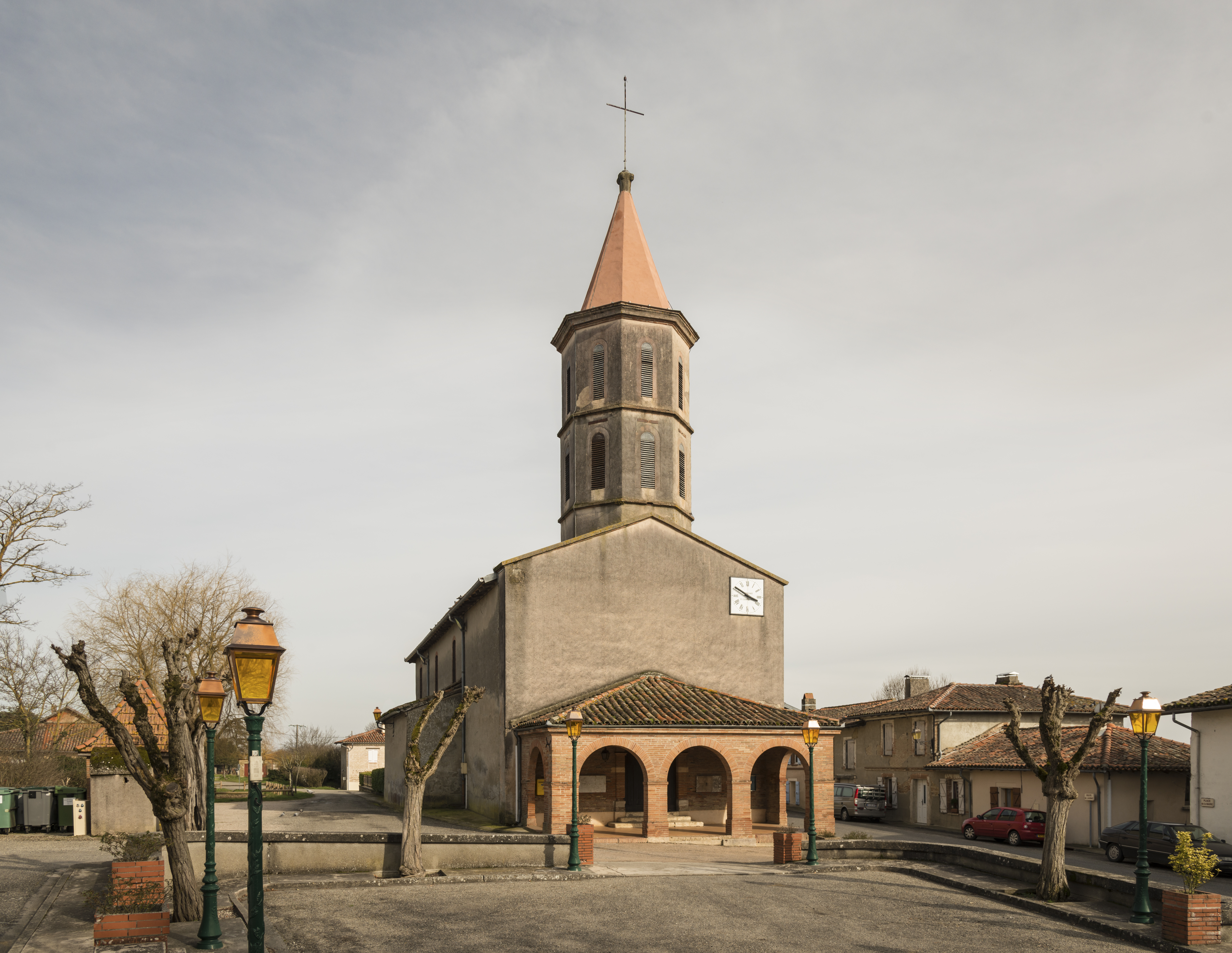
A igreja.
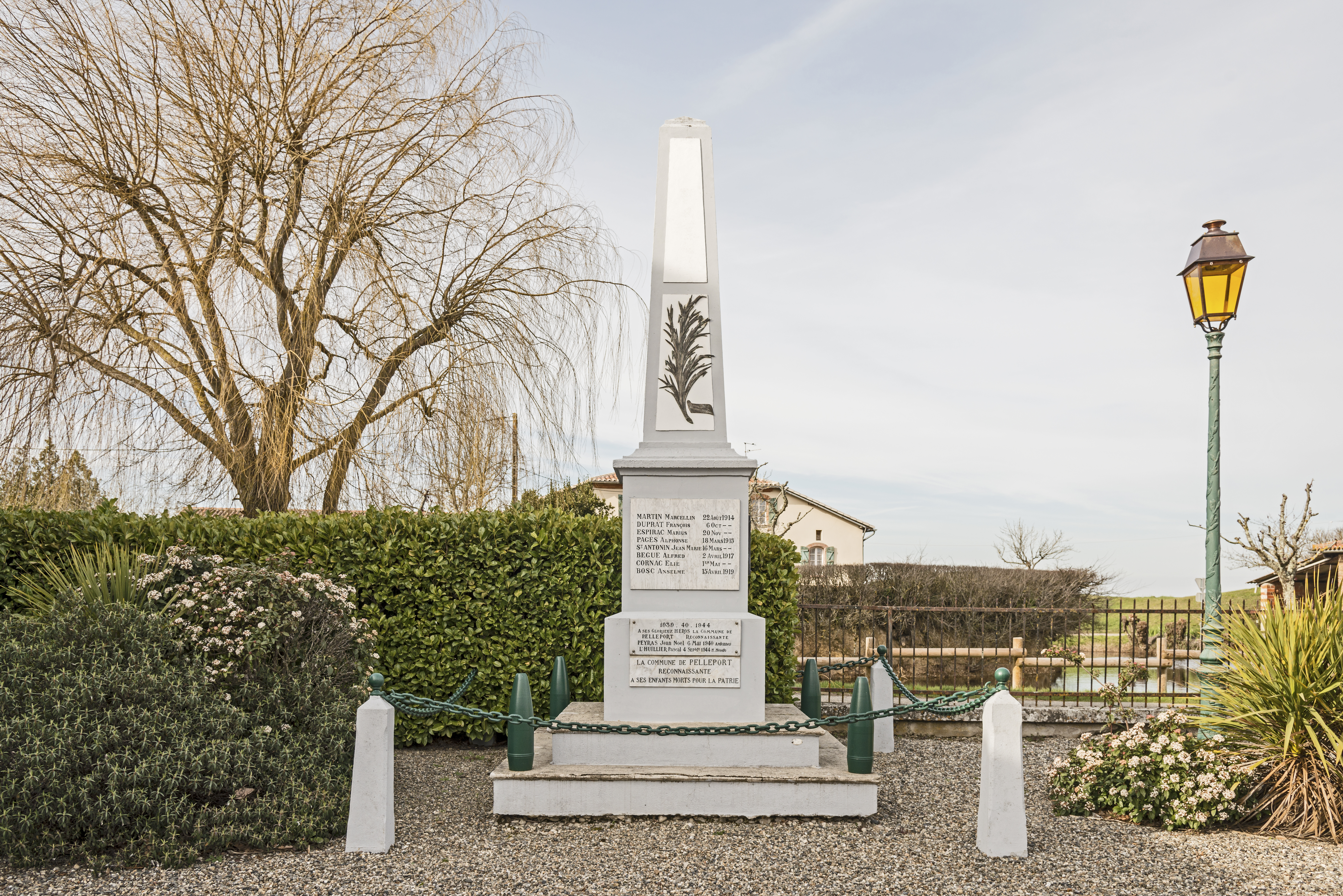
O Memorial de Guerra